# 2014 PN70
2014 PN70是一顆柯伊伯帶天體（KBO），位於太陽系最外層的柯伊伯帶。2014 PN70的直徑約為40公里。2014年8月6日，哈勃太空望遠鏡最早觀測到2014 PN70，并且在2015年前，这颗小行星曾是新視野號假定的探測目標，不过最終新視野號選擇柯伊伯帶天體2014 MU69為探測目標。新視野號将会于2019年3月在距2014 PN70约0.1天文单位处(约1500万千米处)经过。

## 發現史

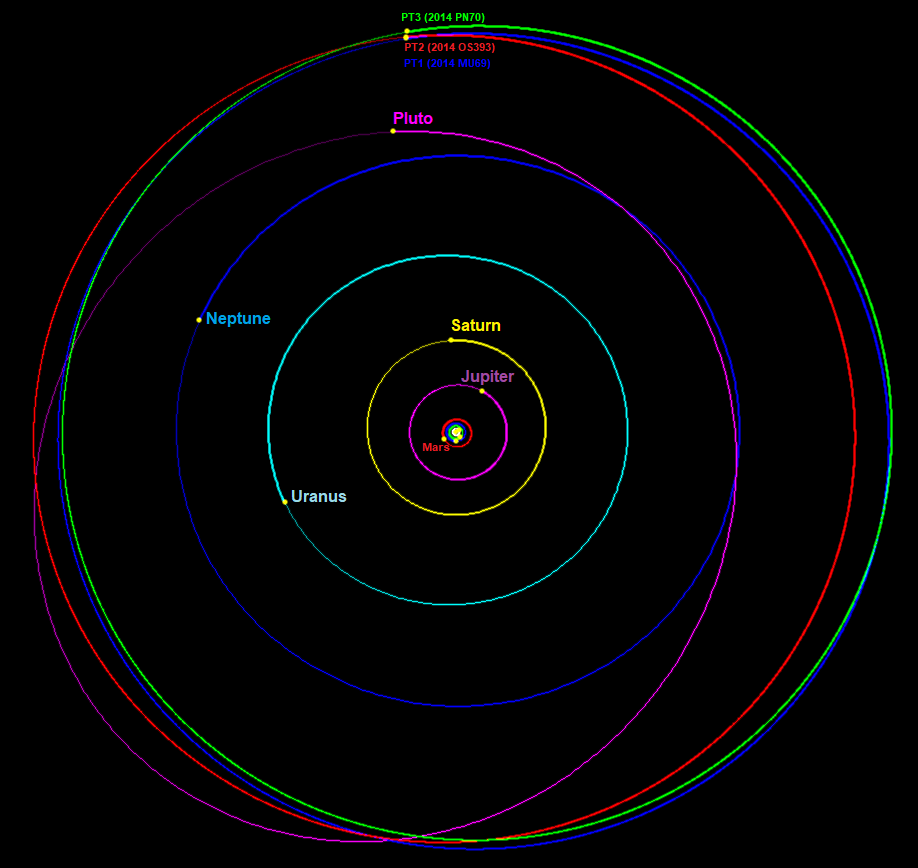
新視野號假定的探測目標軌道，2014 PN70為綠色，2014 OS393 (PT2)為紅色，2014 MU69 (PT1)是藍色

2014 PN70是天文學家在為新視野號搜索柯伊伯带飛越目標時所發現的。2014年6月起，天文學家开始使哈勃太空望遠鏡觀測柯伊伯帶天體，7月和8月繼續進行更密集的觀測。因為2014 PN70視星等僅26.4等，對地面望遠鏡而言太暗淡，因而地面上無法对其进行觀測。2014 PN70於2014年8月6日首次在觀測中被發現，當時被命名為g12000JZ，簡稱為g1。美國太空總署於2014年10月宣布2014 PN70為新視野號潛在探測目標，之後它被命名為PT3。在天文學家獲得更佳的軌道信息後，小行星中心在2015年3月給予編號2014 PN70。目前这颗小行星尚没有被小行星中心编号或命名。